# Dobrá Voda, Trnava
Dobrá Voda este o comună slovacă, aflată în districtul Trnava din regiunea Trnava. Localitatea se află la altitudinea de 248 m deasupra n.m., se întinde pe o suprafață de 32,98 km2 și în 2017 număra 802 locuitori.

## Istoric
Localitatea Dobrá Voda este atestată documentar din 1392.

## Demografie
| An:                | 1994 | 2004   | 2014   | 2024   |
| ------------------ | ---- | ------ | ------ | ------ |
| Număr de persoane: | 855  | 841    | 810    | 795    |
| Diferență:         |      | −1,63% | −3,68% | −1,85% |

| An:                | 2023 | 2024   |
| ------------------ | ---- | ------ |
| Număr de persoane: | 787  | 795    |
| Diferență:         |      | +1,01% |